# Eleições estaduais em Pernambuco em 2022
As eleições estaduais de Pernambuco em 2022 foram realizadas em 2 de outubro, com segundo turno em 30 de outubro, como parte das eleições gerais no Brasil. Os pernambucanos aptos a votar elegeram seus representantes na seguinte proporção: um senador, vinte e cinco deputados federais e quarenta e nove deputados estaduais. 
O governador e o vice-governador eleitos nesta eleição exercerão um mandato alguns dias mais longo. Isso ocorre devido a Emenda Constitucional n° 111, que alterou a Constituição e estipulou que o mandato dos governadores dos Estados e do Distrito Federal deverá ser iniciado em 06 de janeiro após a eleição. Entretanto, os candidatos eleitos nesta eleição assumem dia 1º de janeiro de 2023 e entregam o cargo no dia 06 de janeiro de 2027.
O atual governador era Paulo Câmara, do Partido Socialista Brasileiro (PSB), que por estar em seu segundo mandato não pôde se candidatar à reeleição. 
Para a eleição ao Senado Federal, esteve em disputa a vaga ocupada desde 2014 por Fernando Bezerra Coelho, eleito pelo PSB, e atualmente filiado ao União Brasil (UNIÃO).

## Calendário eleitoral
| Calendário eleitoral      | Calendário eleitoral                                                                       |
| ------------------------- | ------------------------------------------------------------------------------------------ |
| 15 de maio                | Início do financiamento coletivo dos pré-candidatos                                        |
| 20 de julho a 5 de agosto | Convenções partidárias para a escolha dos candidatos e das coligações                      |
| 2 de outubro              | Primeiro turno das eleições                                                                |
| 7 a 28 de outubro         | Propaganda eleitoral gratuita no rádio e na televisão relativa a um eventual segundo turno |
| 30 de outubro             | Eventual segundo turno das eleições                                                        |
| até 19 de dezembro        | Diplomação dos eleitos pela Justiça Eleitoral                                              |

## Candidatos ao governo de Pernambuco
A eleição foi marcada pelos cinco candidatos mais fortes serem ligados aos chamados "clãs familiares" de Pernambuco: Raquel Lyra (PSDB), Marília Arraes (SD), Anderson Ferreira (PL), Miguel Coelho (UNIÃO) e Danilo Cabral (PSB). Este último, apesar de não pertencer a uma das famílias políticas, era o candidato do governo Paulo Câmara. Marília foi deputada federal e é neta de Miguel Arraes, Raquel foi prefeita de Caruaru e é filha do ex-governador João Lyra Neto,  Anderson foi prefeito de Jaboatão dos Guararapes, candidato de Jair Bolsonaro e filho de Manoel Ferreira (que se elegeu em oito mandatos consecutivos de deputado estadual), Danilo tinha o apoio do governo do estado, de Lula e da maioria dos prefeitos, e Miguel foi prefeito de Petrolina e é filho de Fernando Bezerra Coelho. Os três ex-prefeitos renunciaram das prefeituras para concorrer.
Também foram candidatos (porém com menos força nas pesquisas): o youtuber e historiador Jones Manoel (PCB), o advogado e vice de Marília na disputa de Recife em 2020 João Arnaldo (PSOL), o advogado e pastor evangélico, Wellington Carneiro (PTB), o bombeiro Jadilson Francisco Andrade (PMB), a professora municipal e diretora do sindicato de professores em Recife Claudia Ribeiro (PSTU), e escritor Ubiracy Olímpio (PCO).
Os partidos políticos tiveram até 15 de agosto de 2022 para registrar os seus candidatos.

### Confirmados
Nota: a tabela a seguir está organizada por ordem alfabética de candidatos, de acordo com o nome registrado na Justiça Eleitoral.
| Governador(a)                                         | Governador(a)                                         | Governador(a)                                         | Cargo político anterior ou profissão                                         | Vice-Governador(a)                                    | Vice-Governador(a)                                    | Vice-Governador(a)                                    | Coligação/ Federação                                                                    | Número eleitoral                                      | Tempo de horário eleitoral |
| Candidato                                             | Partido                                               | Partido                                               | Cargo político anterior ou profissão                                         | Candidato                                             | Partido                                               | Partido                                               | Coligação/ Federação                                                                    | Número eleitoral                                      | Tempo de horário eleitoral |
| Anderson Ferreira                                     |                                                       | PL                                                    | Prefeito de Jaboatão dos Guararapes (2017–2022)                              | Izabel Urquiza                                        |                                                       | PL                                                    | Sem coligação                                                                           | 22                                                    | 48s                        |
| Claudia Ribeiro                                       |                                                       | PSTU                                                  | Professora da rede municipal                                                 | Professor Mariano                                     |                                                       | PSTU                                                  | Sem coligação                                                                           | 16                                                    | Sem tempo de rádio e TV    |
| Danilo Cabral                                         |                                                       | PSB                                                   | Deputado federal por Pernambuco (2011–atualidade)                            | Luciana Santos                                        |                                                       | PCdoB                                                 | Frente Popular de Pernambuco PSB, FE Brasil (PT, PCdoB, PV), MDB, Republicanos, PDT, PP | 40                                                    | 4min22s                    |
| Jadilson Bombeiro                                     |                                                       | PMB                                                   | Ex-jogador de futebol e Sargento do Corpo de Bombeiros                       | Fernanda Souto Maior                                  |                                                       | PMB                                                   | Sem coligação                                                                           | 35                                                    | Sem tempo de rádio e TV    |
| João Arnaldo                                          |                                                       | PSOL                                                  | Advogado e Socioambientalista                                                | Alice Gabino                                          |                                                       | REDE                                                  | Fed. PSOL REDE                                                                          | 50                                                    | 20s                        |
| Jones Manoel                                          |                                                       | PCB                                                   | YouTuber, professor de história, historiador, comunicador popular e escritor | Raline Almeida                                        |                                                       | PCB                                                   | Sem coligação                                                                           | 21                                                    | Sem tempo de rádio e TV    |
| Marília Arraes                                        |                                                       | Solidariedade                                         | Deputada federal por Pernambuco (2019–atualidade)                            | Sebastião Oliveira                                    |                                                       | Avante                                                | Pernambuco na Veia Solidariedade, Avante, PSD, Agir, PMN, PROS                          | 77                                                    | 1min09s                    |
| Miguel Coelho                                         |                                                       | UNIÃO                                                 | Prefeito de Petrolina (2017–2022)                                            | Alessandra Vieira                                     |                                                       | UNIÃO                                                 | Pernambuco com Força de Novo UNIÃO, PODE, PSC, Patriota                                 | 44                                                    | 2min13s                    |
| Pastor Wellington                                     |                                                       | PTB                                                   | Pastor                                                                       | Carol Tosaka                                          |                                                       | PTB                                                   | Sem coligação                                                                           | 14                                                    | 19s                        |
| Raquel Lyra                                           |                                                       | PSDB                                                  | Prefeita de Caruaru (2017–2022)                                              | Priscila Krause                                       |                                                       | Cidadania                                             | Pernambuco Quer Mudar Fed. PSDB Cidadania, PRTB                                         | 45                                                    | 49s                        |
| Ubiracy Olímpio                                       |                                                       | PCO                                                   | Escritor e poeta                                                             | Anderson Isaías                                       |                                                       | PCO                                                   | Sem coligação                                                                           | 29                                                    | Sem tempo de rádio e TV    |
| Apresentação de acordo com a representação partidária | Apresentação de acordo com a representação partidária | Apresentação de acordo com a representação partidária | Apresentação de acordo com a representação partidária                        | Apresentação de acordo com a representação partidária | Apresentação de acordo com a representação partidária | Apresentação de acordo com a representação partidária | Apresentação de acordo com a representação partidária                                   | Apresentação de acordo com a representação partidária | Sobras: 5s                 |

### Desistências
- Humberto Costa (PT) - Senador por Pernambuco (2011–atualidade). Retirou a pré-candidatura a mando do próprio partido, que apoiou a pré-candidatura de Danilo Cabral (PSB).[33]
- Armando Filho (PRTB) - Foi anunciado como pré-candidato ao governo pelo Partido Renovador Trabalhista Brasileiro, mas desistiu e decidiu apoiar a candidatura de Raquel Lyra.[34] Posteriormente foi expulso do partido e teve sua candidatura substituída pela de Esteves Jacinto.[35][36]
- Esteves Jacinto (PRTB) – Foi anunciado como pré candidato ao governo, porém o partido decidiu apoiar a candidatura de Raquel Lyra (PSDB) ao governo, e resolveu lançar o Esteves Jacinto como candidato ao Senado.[37]

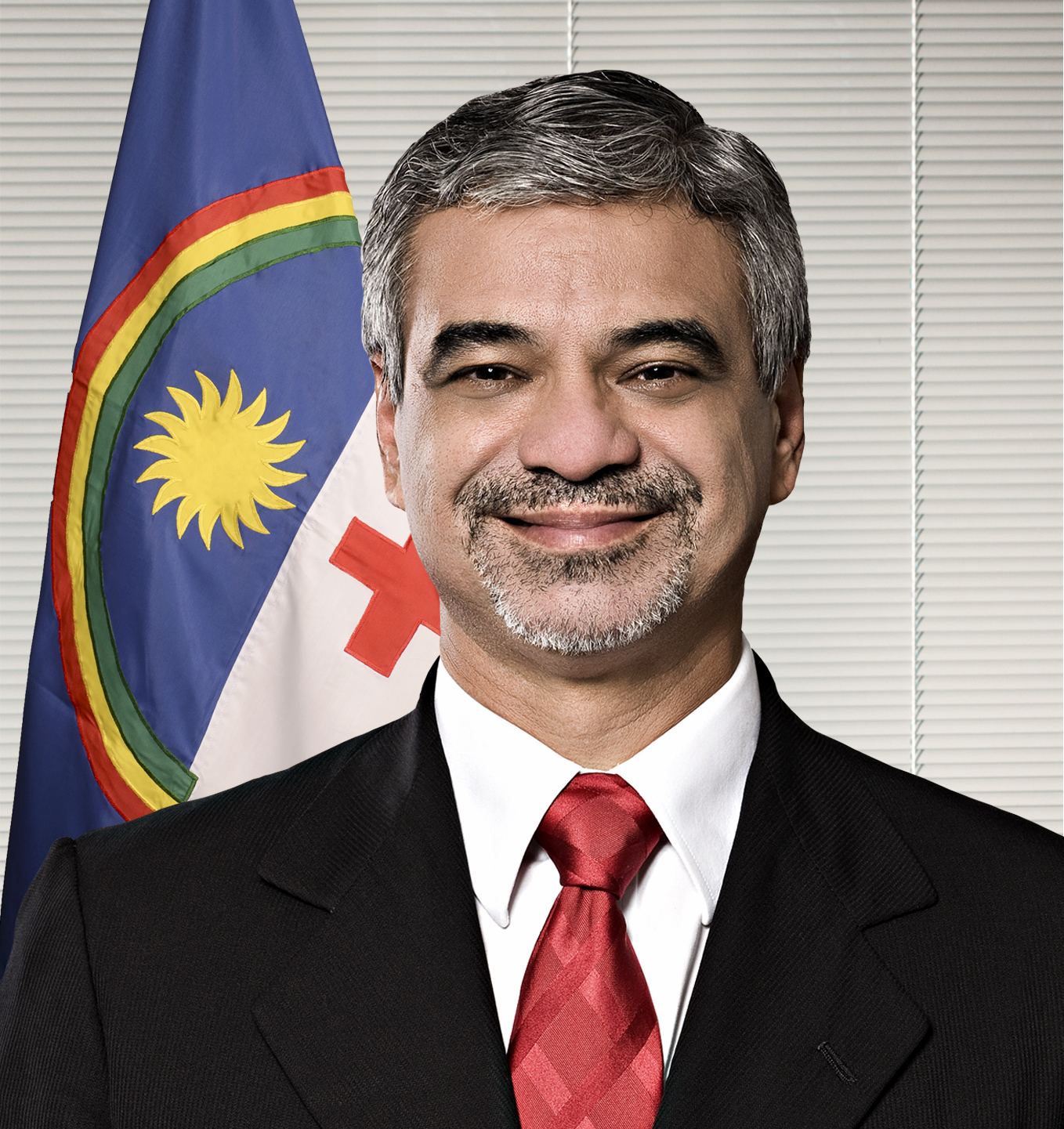
Senador Humberto Costa (PT) por Pernambuco

- Senador
Humberto Costa (PT)
por Pernambuco

## Candidatos ao Senado Federal
Os partidos políticos tiveram até 15 de agosto de 2022 para registrar formalmente os seus candidatos. 

### Confirmados
| Senador(a)          | Senador(a)                       | Senador(a) | Cargo político anterior ou profissão                          | Suplentes(a)                     | Suplentes(a) | Suplentes(a) | Coligação/ Federação                                                                    | Número eleitoral | Tempo de horário eleitoral |
| Candidato           | Partido                          | Partido    | Cargo político anterior ou profissão                          | Candidato                        | Partido      | Partido      | Coligação/ Federação                                                                    | Número eleitoral | Tempo de horário eleitoral |
| André de Paula      |                                  | PSD        | Deputado federal por Pernambuco (1999–atualidade)             | 1° suplente: Júlio Lossio        |              | Agir         | Pernambuco na Veia Solidariedade, Avante, PSD, Agir, PMN, PROS                          | 555              | 39s                        |
| André de Paula      | 2ª suplente: Mery da Saúde       | PSD        | Deputado federal por Pernambuco (1999–atualidade)             |                                  | PSD          |              | Pernambuco na Veia Solidariedade, Avante, PSD, Agir, PMN, PROS                          | 555              | 39s                        |
| Carlos Andrade Lima |                                  | UNIÃO      | Advogado                                                      | 1° suplente: Marcos Amaral       |              | UNIÃO        | Pernambuco com Força de Novo UNIÃO, PODE, PSC, Patriota                                 | 444              | 1min8s                     |
| Carlos Andrade Lima | 2° suplente: Manoel da Cazanova  | UNIÃO      | Advogado                                                      |                                  |              | UNIÃO        | Pernambuco com Força de Novo UNIÃO, PODE, PSC, Patriota                                 | 444              | 1min8s                     |
| Dayse Medeiros      |                                  | PSTU       | Enfermeira                                                    | 1° suplente: Ricardo Chaveirinho |              | PSTU         | Sem coligação                                                                           | 160              | Sem tempo de rádio e TV    |
| Dayse Medeiros      | 2ª suplente: Cristina Araújo     | PSTU       | Enfermeira                                                    |                                  |              | PSTU         | Sem coligação                                                                           | 160              | Sem tempo de rádio e TV    |
| Esteves Jacinto     |                                  | PRTB       | Pastor e cantor                                               | 1° suplente: Jackson Pereira     |              | PRTB         | Sem coligação                                                                           | 281              | Sem tempo de rádio e TV    |
| Esteves Jacinto     | 2° suplente: Egrinaldo Silva     | PRTB       | Pastor e cantor                                               |                                  |              | PRTB         | Sem coligação                                                                           | 281              | Sem tempo de rádio e TV    |
| Eugênia Lima        |                                  | PSOL       | Pós-graduada em Gestão Pública                                | 1° suplente: Neide Freitas       |              | PSOL         | Fed. PSOL REDE                                                                          | 500              | 11s                        |
| Eugênia Lima        | 2ª suplente: Edilma Siqueira     | PSOL       | Pós-graduada em Gestão Pública                                |                                  |              | PSOL         | Fed. PSOL REDE                                                                          | 500              | 11s                        |
| Gilson Machado Neto |                                  | PL         | Ministro do Turismo (2020–2022)                               | 1° suplente: Romário Dias        |              | PL           | Sem coligação                                                                           | 222              | 48s                        |
| Gilson Machado Neto | 2° suplente: Zuza Monteiro       | PL         | Ministro do Turismo (2020–2022)                               |                                  |              | PL           | Sem coligação                                                                           | 222              | 48s                        |
| Guilherme Coelho    |                                  | PSDB       | Prefeito de Petrolina (1997–2000)                             | 1° suplente: Fred Loyo           |              | PSDB         | Fed. PSDB Cidadania                                                                     | 456              | 25s                        |
| Guilherme Coelho    | 2° suplente: Antônio Dias        | PSDB       | Prefeito de Petrolina (1997–2000)                             |                                  |              | PSDB         | Fed. PSDB Cidadania                                                                     | 456              | 25s                        |
| Roberta Rita        |                                  | PCO        | Secretária Administratriva de São Benedito do Sul (1992–1996) | 1° suplente: Gabriel Alex        |              | PCO          | Sem coligação                                                                           | 290              | Sem tempo de rádio e TV    |
| Roberta Rita        | 2° suplente: Sérgio Paulino      | PCO        | Secretária Administratriva de São Benedito do Sul (1992–1996) |                                  |              | PCO          | Sem coligação                                                                           | 290              | Sem tempo de rádio e TV    |
| Teresa Leitão       |                                  | PT         | Deputada estadual de Pernambuco (2003–atualidade)             | 1° suplente: Silvio Costa        |              | Republicanos | Frente Popular de Pernambuco PSB, FE Brasil (PT, PCdoB, PV), MDB, Republicanos, PDT, PP | 130              | 2min14s                    |
| Teresa Leitão       | 2° suplente: Francisco Alexandre | PT         | Deputada estadual de Pernambuco (2003–atualidade)             |                                  | PT           |              | Frente Popular de Pernambuco PSB, FE Brasil (PT, PCdoB, PV), MDB, Republicanos, PDT, PP | 130              | 2min14s                    |

### Desistências
- Carlos Veras (PT) - Deputado federal por Pernambuco (2019 – atualidade). Veras retirou sua candidatura para ajudar o Partido dos Trabalhadores na composição da chapa senatorial, a fim de construir um consenso em torno da indicação do partido. O deputado federal afirmou que a escolha de sua aliada Teresa Leitão ajudaria na questão de gênero na chapa e que ela tem todas as qualificações para ser senadora. [46]
- Teio Ramos (PMB) - Empresário. Ele anunciou em suas redes sociais que decidiu desistir de sua candidatura ao Senado alegando não concordar com a postura do seu partido.

## Debates
| Data  | Organizadores                                                                      | Mediador                  | Arraes (SD) | Lyra (PSDB) | Coelho (UNIÃO) | Cabral (PSB) | Arnaldo (PSOL) | Anderson (PL) | Pr. Wellington (PTB) |
| ----- | ---------------------------------------------------------------------------------- | ------------------------- | ----------- | ----------- | -------------- | ------------ | -------------- | ------------- | -------------------- |
| 01/09 | Diario de PernambucoTV Nova Nordeste, Rádio Clube (Recife), Rádio Cultura Nordeste | Luciano Amorim            | Ausente     | Presente    | Presente       | Presente     | Presente       | Ausente       | Presente             |
| 26/09 | TV Guararapes                                                                      | Meiry Lanunce             | Ausente     | Presente    | Presente       | Presente     | Presente       | Ausente       | Presente             |
| 27/09 | TV Globo Pernambuco                                                                | Márcio Bonfim             | Ausente     | Presente    | Presente       | Presente     | Presente       | Ausente       | Presente             |
| 29/09 | TV Jornal                                                                          | Anne Barretto Igor Maciel | Ausente     | Presente    | Presente       | Presente     | Presente       | Ausente       | Presente             |

## Pesquisas de opinião

### Primeiro turno
Pelas pesquisas de opinião, a disputa caminhava para um segundo turno, o que não acontecia em Pernambuco desde 2006. Com Marília consolidada na liderança, a disputa pelo segundo lugar e, consequentemente, pela vaga ao segundo turno, foi acirrada entre Raquel, Anderson, Miguel e Danilo. O primeiro turno aconteceu em 2 de outubro de 2022.
| Institutos de opinião            | Datas de realização                | Entrevistados | Arraes SD | Lyra PSDB | Cabral PSB | Coelho UNIÃO | Anderson PL | Arnaldo PSOL | Jones PCB | Outros | Abstenções/ Indecisos | Vantagem |
| Institutos de opinião            | Datas de realização                | Entrevistados | | | | | | | | Outros | Abstenções/ Indecisos | Vantagem |
| Instituto Potencial Inteligência | 22–27 de setembro de 2022          | 1.000 | 30,5% | 12,9% | 10,2% | 10,1% | 16,3% | 0% | 0,4% | 0,4% | 19,2% | 13,6% |
| Ipec                             | 24–26 de setembro de 2022          | 1.504 | 34% | 15% | 13% | 13% | 11% | 0% | 0% | 1% | 12% | 19% |
| Ipespe                           | 23–25 de setembro de 2022          | 1.000 | 35% | 12% | 12% | 11% | 12% | 0% | 0% | 1% | 16% | 23% |
| Ipec                             | 18–20 de setembro de 2022          | 1.504 | 33% | 11% | 11% | 11% | 11% | 1% | 1% | 2% | 19% | 22% |
| Paraná Pesquisas                 | 12–16 de setembro de 2022          | 1.510 | 30,5% | 13,8% | 9,1% | 11,7% | 14,7% | 0% | 0% | 1,1% | 16,4% | 15,8% |
| Instituto Opinião                | 13–15 de setembro de 2022          | 2.000 | 35,1% | 14,7% | 7,2% | 10,4% | 11,6% | 0,4% | 0,4% | 2,1% | 18,1% | 20,4% |
| Real Time Big Data               | 12–13 de setembro de 2022          | 1.000 | 36% | 15% | 12% | 8% | 15% | 1% | 0% | 1% | 12% | 21% |
| Ipespe                           | 7–9 de setembro de 2022            | 1.000 | 35% | 12% | 12% | 10% | 13% | 0% | 0% | 1% | 19% | 22% |
| Ipec                             | 3–5 de setembro de 2022            | 1.200 | 38% | 13% | 8% | 8% | 12% | 1% | 0% | 4% | 16% | 25% |
| Ipec                             | 27–29 de agosto de 2022            | 1.200 | 33% | 12% | 8% | 9% | 11% | 2% | 1% | 2% | 22% | 21% |
| Conectar                         | 19–22 de agosto de 2022            | 1.000 | 37% | 11% | 5% | 8% | 11% | 2% | 1% | 2% | 23% | 26% |
| Ipec                             | 12–14 de agosto de 2022            | 1.200 | 33% | 11% | 6% | 9% | 10% | 1% | 1% | 1% | 26% | 22% |
| Ipespe                           | 10–12 de agosto de 2022            | 1.000 | 31% | 13% | 11% | 10% | 12% | 0% | 0% | 1% | 22% | 18% |
| Paraná Pesquisas                 | 7–11 de agosto de 2022             | 1.541 | 31,5% | 14,3% | 7,5% | 12,2% | 13,6% | 0% | 0% | 0% | 18,1% | 17,2% |
| Opus                             | 5–11 de agosto de 2022             | 1.000 | 34% | 12% | 5% | 13% | 11% | 0% | 0% | 2% | – | 21% |
| Instituto Opinião                | 5–7 de agosto de 2022              | 2.000 | 34,7% | 11,8% | 4,3% | 10,3% | 8,3% | 0,7% | 0,3% | 1,8% | 27,8% | 22,9% |
| Real Time Big Data               | 5–6 de agosto de 2022              | 1.500 | 28% | 14% | 12% | 10% | 14% | 1% | 1% | 1% | 20% | 14% |
| Conectar                         | 19–22 de julho de 2022             | 1.000 | 36% | 13% | 4% | 10% | 6% | 1% | 1% | 3% | 26% | 23% |
| Paraná Pesquisas                 | 4–8 de julho de 2022               | 1.510 | 30,7% | 15,6% | 7,5% | 12,5% | 13% | 0,6% | 0,6% | – | 19,5% | 15,1% |
| IPESPE                           | 28–30 de junho de 2022             | 1.000 | 29% | 13% | 10% | 9% | 12% | 1% | – | [ m ] | 27% | 16% |
| IPESPE                           | 28–30 de junho de 2022             | 1.000 | 24% | 10% | 24% | 8% | 14% | – | – | [ n ] | 20% | Empate |
| Instituto Potencial Inteligência | 24–28 de junho de 2022             | 1.202 | 25,5% | 11,9% | 8,6% | 8,6% | 13,1% | 0,7% | 0,7% | 0,9% | 30% | 12,4% |
| Instituto Potencial Inteligência | 24–28 de junho de 2022             | 1.202 | 20,3% | – | 14,8% | – | 16,1% | – | – | [ p ] | 48,8% | 4,2% |
| Real Time Big Data               | 24–25 de junho de 2022             | 1.500 | 27% | 18% | 10% | 10% | 12% | 1% | 1% | 1% | 20% | 9% |
| Instituto Opinião                | 11–14 de junho de 2022             | 2.000 | 28,1% | 12,6% | 4,5% | 8,7% | 8,8% | 0,6% | 0,3% | 1,1% | 35,3% | 15,5% |
| EXAME/IDEIA                      | 3–8 de junho de 2022               | 1.000 | 24% | 18% | 8% | 12% | 12% | 2% | 1% | 0,5% | 24% | 6% |
| Paraná Pesquisas                 | 10–14 de maio de 2022              | 1.510 | 28,8% | 16% | 7,1% | 13,6% | 12,1% | 1,3% | 0,7% | – | 20,5% | 12,8% |
| Paraná Pesquisas                 | 10–14 de maio de 2022              | 1.510 | 34,9% | – | 8,3% | 15,4% | 12,8% | 2,2% | 1,5% | – | 24,9% | 19,5% |
| Paraná Pesquisas                 | 10–14 de maio de 2022              | 1.510 | 32,6% | 18,8% | 7,7% | – | 12,6% | 1,4% | 0,9% | – | 25,9% | 13,8% |
| Instituto Múltipla               | 9–13 de maio de 2022               | 800 | 11,5% | 8,3% | 32,5% | 3,3% | 16,9% | – | – | [ t ] | 27,5% | 15,6% |
| Instituto Múltipla               | 9–13 de maio de 2022               | 800 | 12,4% | 9% | 28,1% | 3,8% | 16,6% | – | – | [ u ] | 30,1% | 11,5% |
| Instituto Opinião                | 30 de abril–2 de maio de 2022      | 2.000 | 31,9% | 13,3% | 5% | 9,1% | 10,3% | 1,5% | 0,8% | – | 28,1% | 18,6% |
| Instituto Opinião                | 30 de abril–2 de maio de 2022      | 2.000 | 21,1% | 9% | 21,4% | 7,5% | 14,9% | – | – | [ v ] | 26,1% | 0,3% |
| Conectar                         | 21–24 de abril de 2022             | 1.000 | 26% | 15% | 5% | 12% | 8% | 2% | 1% | – | 31% | 11% |
| Conectar                         | 21–24 de abril de 2022             | 1.000 | – | 24% | 8% | 14% | 9% | 3% | 2% | – | 42% | 10% |
| Conectar                         | 21–24 de abril de 2022             | 1.000 | 29% | 18% | 6% | – | 9% | 4% | 1% | – | 33% | 11% |
| Conectar                         | 21–24 de abril de 2022             | 1.000 | 34% | – | 6% | 12% | 10% | 4% | 1% | – | 34% | 22% |
| Conectar                         | 21–24 de abril de 2022             | 1.000 | – | 27% | 8% | – | 12% | 7% | 2% | – | 44% | 15% |
| Conectar                         | 21–24 de abril de 2022             | 1.000 | – | – | 12% | 18% | 13% | 6% | 2% | – | 49% | 5% |
| Conectar                         | 21–24 de abril de 2022             | 1.000 | 36% | – | 9% | – | 11% | 6% | 1% | – | 37% | 25% |
| Conectar                         | 26–29 de março de 2022             | 1.000 | 28% | 14% | 6% | 11% | 8% | 2% | 1% | – | 32% | 14% |
| Conectar                         | 26–29 de março de 2022             | 1.000 | – | 21% | 8% | 15% | 11% | 4% | 3% | – | 39% | 6% |
| Conectar                         | 26–29 de março de 2022             | 1.000 | 31% | 17% | 6% | – | 9% | 3% | 1% | – | 33% | 14% |
| Conectar                         | 26–29 de março de 2022             | 1.000 | 34% | – | 8% | 12% | 9% | 4% | 1% | – | 33% | 22% |
| Conectar                         | 26–29 de março de 2022             | 1.000 | – | 25% | 11% | – | 11% | 7% | 2% | – | 45% | 14% |
| Conectar                         | 26–29 de março de 2022             | 1.000 | – | – | 12% | 18% | 12% | 7% | 2% | – | 49% | 6% |
| Conectar                         | 26–29 de março de 2022             | 1.000 | 38% | – | 10% | – | 10% | 5% | 1% | – | 37% | 28% |
| 25 de março de 2022              | 25 de março de 2022                | Marília Arraes deixa o Partido dos Trabalhadores e se filia ao Solidariedade para disputar a eleição para o governo de Pernambuco. | Marília Arraes deixa o Partido dos Trabalhadores e se filia ao Solidariedade para disputar a eleição para o governo de Pernambuco. | Marília Arraes deixa o Partido dos Trabalhadores e se filia ao Solidariedade para disputar a eleição para o governo de Pernambuco. | Marília Arraes deixa o Partido dos Trabalhadores e se filia ao Solidariedade para disputar a eleição para o governo de Pernambuco. | Marília Arraes deixa o Partido dos Trabalhadores e se filia ao Solidariedade para disputar a eleição para o governo de Pernambuco. | Marília Arraes deixa o Partido dos Trabalhadores e se filia ao Solidariedade para disputar a eleição para o governo de Pernambuco. | Marília Arraes deixa o Partido dos Trabalhadores e se filia ao Solidariedade para disputar a eleição para o governo de Pernambuco. | Marília Arraes deixa o Partido dos Trabalhadores e se filia ao Solidariedade para disputar a eleição para o governo de Pernambuco. | Marília Arraes deixa o Partido dos Trabalhadores e se filia ao Solidariedade para disputar a eleição para o governo de Pernambuco. | Marília Arraes deixa o Partido dos Trabalhadores e se filia ao Solidariedade para disputar a eleição para o governo de Pernambuco. | Marília Arraes deixa o Partido dos Trabalhadores e se filia ao Solidariedade para disputar a eleição para o governo de Pernambuco. |
| Institutos de opinião            | Datas de realização                | Entrevistados | Arraes PT | Lyra PSDB | Cabral PSB | Coelho UNIÃO | Arnaldo PSOL | Jones PCB | Anderson PL | Outros | Abstenções/ Indecisos | Vantagem |
| Institutos de opinião            | Datas de realização                | Entrevistados | | | | | | | | Outros | Abstenções/ Indecisos | Vantagem |
| Paraná Pesquisas                 | 19–24 de março de 2022             | 1.510 | – | 25,8% | 11,9% | 15,6% | 3,3% | 0,9% | 13,6% | – | 28,8% | 10,2% |
| Paraná Pesquisas                 | 19–24 de março de 2022             | 1.510 | – | – | 15,2% | 23,2% | 4,3% | 1,2% | 15,4% | – | 40,8% | 7,8% |
| Paraná Pesquisas                 | 19–24 de março de 2022             | 1.510 | – | 29,7% | 13,6% | – | 3,9% | 1,4% | 15% | – | 36,4% | 14,7% |
| Instituto Múltipla               | 10–14 de março de 2022             | 800 | – | 25,6% | 5,9% | 10,9% | 0,2% | 0,4% | 9,2% | – | 47,4% | 14,7% |
| Empetec/Diário                   | 26 de fevereiro–4 de março de 2022 | 2.019 | – | 22,7% | 7,6% | 9,9% | – | – | 9,1% | – | 50,7% | 12,8% |
| Instituto Simplex                | 22–25 de fevereiro de 2022         | 2.401 | – | 18,99% | 5,07% | 9,92% | 1,29% | 0,25% | 9,44% | 4,2% | 50,84% | 9,07% |
| Instituto Opinião                | 17–20 de fevereiro de 2022         | 2.000 | – | 16,2% | 4,2% | 9,2% | 1,3% | 0,7% | 5,4% | 17,2% | 45,8% | 1% |
| Instituto Opinião                | 17–20 de fevereiro de 2022         | 2.000 | – | 18,4% | 4,8% | 10,2% | 1,6% | 1,1% | 6,5% | 5,9% | 51,5% | 8,2% |
| Instituto Opinião                | 17–20 de fevereiro de 2022         | 2.000 | 20,9% | 14,1% | 3,4% | 8,4% | 0,8% | 0,4% | 6,4% | 4,4% | 41,2% | 6,8% |
| 4 de fevereiro de 2022           | 4 de fevereiro de 2022             | Humberto Costa desiste de candidatura ao governo de Pernambuco.                                                                    | Humberto Costa desiste de candidatura ao governo de Pernambuco.                                                                    | Humberto Costa desiste de candidatura ao governo de Pernambuco.                                                                    | Humberto Costa desiste de candidatura ao governo de Pernambuco.                                                                    | Humberto Costa desiste de candidatura ao governo de Pernambuco.                                                                    | Humberto Costa desiste de candidatura ao governo de Pernambuco.                                                                    | Humberto Costa desiste de candidatura ao governo de Pernambuco.                                                                    | Humberto Costa desiste de candidatura ao governo de Pernambuco.                                                                    | Humberto Costa desiste de candidatura ao governo de Pernambuco.                                                                    | Humberto Costa desiste de candidatura ao governo de Pernambuco.                                                                    | Humberto Costa desiste de candidatura ao governo de Pernambuco.                                                                    |
| Institutos de opinião            | Datas de realização                | Entrevistados | Arraes PT | Costa PT | Lyra PSDB | Júlio PSB | Coelho UNIÃO | Anderson PL | Gilson Sem partido | Outros | Abstenções/ Indecisos | Vantagem |
| Institutos de opinião            | Datas de realização                | Entrevistados | | | | | | | | Outros | Abstenções/ Indecisos | Vantagem |
| Vox Populi                       | 22–24 de janeiro de 2022           | 800 | – | 31% | 14% | 16% | 4% | – | – | 5% | 29% | 15% |
| Vox Populi                       | 22–24 de janeiro de 2022           | 800 | – | 38% | 15% | – | 4% | – | – | 8% | 33% | 23% |
| Vox Populi                       | 22–24 de janeiro de 2022           | 800 | – | 37% | 17% | – | 4% | – | – | 7% | 33% | 20% |
| Instituto Opinião                | 16–20 de outubro de 2021           | 2.000 | – | – | 19,9% | 14,4% | 12,4% | 8,7% | 1,7% | – | 42,9% | 5,5% |
| Instituto Opinião                | 16–20 de outubro de 2021           | 2.000 | 23,1% | – | 15% | 9,9% | 9,5% | 7,7% | 1,2% | – | 33,6% | 8,1% |
| Instituto Plural                 | 7–11 de agosto de 2021             | 1.000 | 25% | 9% | 11% | 8% | 7% | 7% | – | 3% | 21% | 14% |
| Instituto Plural                 | 7–11 de agosto de 2021             | 1.000 | 36% | – | 11% | 11% | – | – | – | – | 42% | 25% |
| Instituto Plural                 | 7–11 de agosto de 2021             | 1.000 | 42% | – | – | 12% | – | – | – | 4% | 42% | 30% |

### Segundo turno
O segundo turno entre Marília Arraes e Raquel Lyra aconteceu em 30 de outubro de 2022. 
Lyra x Arraes
| Institutos de opinião            | Datas de realização                         | Entrevistados                               | Lyra PSDB                                   | Arraes SD                                   | Abstenções/ Indecisos                       | Vantagem                                    |
| Institutos de opinião            | Datas de realização                         | Entrevistados                               |                                             |                                             | Abstenções/ Indecisos                       | Vantagem                                    |
| Ipec                             | 27–29 de outubro de 2022                    | 2.000                                       | 54%                                         | 46%                                         | 6%                                          | 8%                                          |
| Instituto Veritá                 | 25–27 de outubro de 2022                    | 2.010                                       | 64,7%                                       | 35,3%                                       | 3,8%                                        | 29,4%                                       |
| Instituto Potencial Inteligência | 21–26 de outubro de 2022                    | 1.000                                       | 50,3%                                       | 46,5%                                       | 3,2%                                        | 3,8%                                        |
| Ipec                             | 23–25 de outubro de 2022                    | 2.000                                       | 51%                                         | 43%                                         | 6%                                          | 8%                                          |
| Instituto Potencial Inteligência | 19–24 de outubro de 2022                    | 1.000                                       | 50,1%                                       | 46,3%                                       | 3,6%                                        | 3,8%                                        |
| Instituto Potencial Inteligência | 17–20 de outubro de 2022                    | 1.000                                       | 51,1%                                       | 44,2%                                       | 3,7%                                        | 6,9%                                        |
| Real Time Big Data               | 15–17 de outubro de 2022                    | 1.000                                       | 52%                                         | 41%                                         | 7%                                          | 11%                                         |
| Ipec                             | 9–11 de outubro de 2022                     | 2.000                                       | 50%                                         | 42%                                         | 7%                                          | 8%                                          |
| Real Time Big Data               | 8–10 de outubro de 2022                     | 1.000                                       | 54%                                         | 35%                                         | 11%                                         | 19%                                         |
| 2 de outubro de 2022             | 2° turno entre Raquel e Marília confirmado. | 2° turno entre Raquel e Marília confirmado. | 2° turno entre Raquel e Marília confirmado. | 2° turno entre Raquel e Marília confirmado. | 2° turno entre Raquel e Marília confirmado. | 2° turno entre Raquel e Marília confirmado. |
| Institutos de opinião            | Datas de realização                         | Entrevistados                               | Lyra PSDB                                   | Arraes SD                                   | Abstenções/ Indecisos                       | Vantagem                                    |
| Institutos de opinião            | Datas de realização                         | Entrevistados                               |                                             |                                             | Abstenções/ Indecisos                       | Vantagem                                    |
| Real Time Big Data               | 12–13 de setembro de 2022                   | 1.000                                       | 38%                                         | 45%                                         | 17%                                         | 7%                                          |
| Conectar                         | 19–22 de julho de 2022                      | 1.000                                       | 22%                                         | 51%                                         | 27%                                         | 29%                                         |
| EXAME/IDEIA                      | 3–8 de junho de 2022                        | 1.000                                       | 36%                                         | 40%                                         | 24%                                         | 4%                                          |

Arraes x Cabral
| Institutos de opinião | Datas de realização       | Entrevistados | Arraes SD | Cabral PSB | Abstenções/ Indecisos | Vantagem |
| Institutos de opinião | Datas de realização       | Entrevistados |           |            | Abstenções/ Indecisos | Vantagem |
| Real Time Big Data    | 12–13 de setembro de 2022 | 1.000         | 51%       | 25%        | 24%                   | 26%      |
| Conectar              | 19–22 de julho de 2022    | 1.000         | 59%       | 11%        | 30%                   | 48%      |
| EXAME/IDEIA           | 3–8 de junho de 2022      | 1.000         | 37%       | 22%        | 41%                   | 15%      |
| Paraná Pesquisas      | 10–14 de maio de 2022     | 1.510         | 51,4%     | 18,7%      | 29,8%                 | 32,7%    |

Arraes x Anderson
| Institutos de opinião | Datas de realização       | Entrevistados | Arraes SD | Anderson PL | Abstenções/ Indecisos | Vantagem |
| Institutos de opinião | Datas de realização       | Entrevistados |           |             | Abstenções/ Indecisos | Vantagem |
| Real Time Big Data    | 12–13 de setembro de 2022 | 1.000         | 55%       | 32%         | 13%                   | 23%      |
| Conectar              | 19–22 de julho de 2022    | 1.000         | 60%       | 13%         | 27%                   | 47%      |
| EXAME/IDEIA           | 3–8 de junho de 2022      | 1.000         | 41%       | 32%         | 27%                   | 9%       |

Arraes x Coelho
| Institutos de opinião | Datas de realização       | Entrevistados | Arraes SD | Coelho UNIÃO | Abstenções/ Indecisos | Vantagem |
| Institutos de opinião | Datas de realização       | Entrevistados |           |              | Abstenções/ Indecisos | Vantagem |
| Real Time Big Data    | 12–13 de setembro de 2022 | 1.000         | 53%       | 28%          | 19%                   | 25%      |
| Conectar              | 19–22 de julho de 2022    | 1.000         | 54%       | 18%          | 28%                   | 36%      |
| EXAME/IDEIA           | 3–8 de junho de 2022      | 1.000         | 42%       | 31%          | 27%                   | 11%      |

Lyra x Cabral
| Institutos de opinião | Datas de realização                | Entrevistados | Lyra PSDB | Cabral PSB | Abstenções/ Indecisos | Vantagem |
| Institutos de opinião | Datas de realização                | Entrevistados |           |            | Abstenções/ Indecisos | Vantagem |
| EXAME/IDEIA           | 3–8 de junho de 2022               | 1.000         | 44%       | 24%        | 32%                   | 20%      |
| Paraná Pesquisas      | 10–14 de maio de 2022              | 1.510         | 41,8%     | 20,3%      | 37,9%                 | 21,5%    |
| Paraná Pesquisas      | 19–24 de março de 2022             | 1.510         | 41,5%     | 23,4%      | 35,1%                 | 18,1%    |
| Empetec/Diário        | 26 de fevereiro–4 de março de 2022 | 2.019         | 26,9%     | 11,9%      | 61,2%                 | 15%      |

Lyra x Anderson
| Institutos de opinião | Datas de realização                | Entrevistados | Lyra PSDB | Anderson PL | Abstenções/ Indecisos | Vantagem |
| Institutos de opinião | Datas de realização                | Entrevistados |           |             | Abstenções/ Indecisos | Vantagem |
| EXAME/IDEIA           | 3–8 de junho de 2022               | 1.000         | 42%       | 31%         | 27%                   | 11%      |
| Empetec/Diário        | 26 de fevereiro–4 de março de 2022 | 2.019         | 29,3%     | 13%         | 57,7%                 | 16,3%    |

Lyra x Coelho
| Institutos de opinião | Datas de realização                | Entrevistados | Lyra PSDB | Coelho UNIÃO | Abstenções/ Indecisos | Vantagem |
| Institutos de opinião | Datas de realização                | Entrevistados |           |              | Abstenções/ Indecisos | Vantagem |
| Empetec/Diário        | 26 de fevereiro–4 de março de 2022 | 2.019         | 28,3%     | 12,3%        | 59,4%                 | 16%      |

Cabral x Anderson
| Institutos de opinião | Datas de realização                | Entrevistados | Cabral PSB | Anderson PL | Abstenções/ Indecisos | Vantagem |
| Institutos de opinião | Datas de realização                | Entrevistados |            |             | Abstenções/ Indecisos | Vantagem |
| EXAME/IDEIA           | 3–8 de junho de 2022               | 1.000         | 25%        | 26%         | 49%                   | 1%       |
| Paraná Pesquisas      | 10–14 de maio de 2022              | 1.510         | 29,1%      | 28,1%       | 42,8%                 | 1%       |
| Paraná Pesquisas      | 19–24 de março de 2022             | 1.510         | 31,7%      | 26,3%       | 42%                   | 5,4%     |
| Empetec/Diário        | 26 de fevereiro–4 de março de 2022 | 2.019         | 14,7%      | 14,2%       | 71,1%                 | 0,5%     |

Cabral x Coelho
| Institutos de opinião | Datas de realização                | Entrevistados | Cabral PSB | Coelho UNIÃO | Abstenções/ Indecisos | Vantagem |
| Institutos de opinião | Datas de realização                | Entrevistados |            |              | Abstenções/ Indecisos | Vantagem |
| EXAME/IDEIA           | 3–8 de junho de 2022               | 1.000         | 24%        | 29%          | 47%                   | 5%       |
| Paraná Pesquisas      | 10–14 de maio de 2022              | 1.510         | 22,7%      | 35%          | 42,4%                 | 12,3%    |
| Paraná Pesquisas      | 19–24 de março de 2022             | 1.510         | 24,6%      | 34,8%        | 40,6%                 | 10,2%    |
| Empetec/Diário        | 26 de fevereiro–4 de março de 2022 | 2.019         | 14,4%      | 13,6%        | 72%                   | 0,8%     |

### Senador
| Institutos de opinião            | Datas de realização                | Entrevistados | André PSD | Leitão PT | Gilson PL | Guilherme PSDB | Carlos UNIÃO | Eugênia PSOL | Esteves PRTB | Dayse PSTU | Outros | Abstenções/ Indecisos | Vantagem |
| Institutos de opinião            | Datas de realização                | Entrevistados | | | | | | | | | Outros | Abstenções/ Indecisos | Vantagem |
| Instituto Potencial Inteligência | 22–27 de setembro de 2022          | 1.000 | 10,3% | 20,5% | 17,1% | 8,1% | 0,5% | 0,4% | 2% | 0,2% | 0,7% | 40,2% | 3,4% |
| Ipec                             | 24–26 de setembro de 2022          | 1.504 | 10% | 32% | 10% | 10% | 3% | 1% | 2% | 1% | – | 32% | 22% |
| Ipespe                           | 23–25 de setembro de 2022          | 1.000 | 12% | 25% | 10% | 8% | 1% | 1% | 1% | 0% | 1% | 42% | 13% |
| Ipec                             | 18–20 de setembro de 2022          | 1.504 | 11% | 25% | 9% | 9% | 3% | 1% | 2% | 1% | 2% | 37% | 14% |
| Paraná Pesquisas                 | 12–16 de setembro de 2022          | 1.510 | 13,7% | 23,5% | 12,7% | 7,3% | 1,6% | 0,8% | 2,8% | 1,1% | 1,1% | – | 9,8% |
| Instituto Opinião                | 13–15 de setembro de 2022          | 2.000 | 7% | 28,6% | 9,7% | 7,4% | 1,5% | 0,3% | 2,3% | 0,6% | 1,3% | 41,3% | 18,9% |
| Real Time Big Data               | 12–13 de setembro de 2022          | 1.000 | 13% | 25% | 14% | 9% | 2% | 1% | — | 0% | [ ak ] | 36% | 11% |
| Ipespe                           | 7–9 de setembro de 2022            | 1.000 | 12% | 20% | 11% | 6% | 1% | 1% | 1% | 0% | 1% | 48% | 8% |
| Ipec                             | 3–5 de setembro de 2022            | 1.200 | 10% | 24% | 9% | 9% | 2% | 2% | 3% | 3% | 3% | 36% | 14% |
| Ipec                             | 27-29 de agosto de 2022            | 1.200 | 13% | 15% | 7% | 10% | 4% | 3% | 1% | 2% | 4% | 41% | 2% |
| Conectar                         | 19–22 de setembro de 2022          | 1.000 | 12% | 6% | 6% | 10% | 3% | 1% | 3% | 1% | 3% | 56% | 2% |
| Ipec                             | 12–14 de agosto de 2022            | 1.200 | 14% | 12% | 7% | 9% | 3% | 1% | 3% | 2% | 4% | 46% | 2% |
| Ipespe                           | 10–12 de agosto de 2022            | 1.000 | 11% | 16% | 13% | 5% | 1% | 1% | 1% | 0% | nome=PCO 1%} | 52% | 3% |
| Paraná Pesquisas                 | 7–11 de agosto de 2022             | 1.541 | 12,5% | 14% | 12,1% | 6,2% | 0,9% | 0,3% | 0,6% | 0,5% | 1,1% | 50,5% | 1,5% |
| Real Time Big Data               | 5–6 de agosto de 2022              | 1.500 | 10% | 18% | 15% | 3% | 1% | 1% | — | 0% | [ ap ] | 52% | 3% |
| 28–31 de julho de 2022           | 28–31 de julho de 2022             | Carlos Andrade Lima é escolhido como candidato ao Senado Federal pela chapa de Miguel Coelho. Guilherme Coelho é escolhido como candidato ao Senado Federal pela chapa de Raquel Lyra. | Carlos Andrade Lima é escolhido como candidato ao Senado Federal pela chapa de Miguel Coelho. Guilherme Coelho é escolhido como candidato ao Senado Federal pela chapa de Raquel Lyra. | Carlos Andrade Lima é escolhido como candidato ao Senado Federal pela chapa de Miguel Coelho. Guilherme Coelho é escolhido como candidato ao Senado Federal pela chapa de Raquel Lyra. | Carlos Andrade Lima é escolhido como candidato ao Senado Federal pela chapa de Miguel Coelho. Guilherme Coelho é escolhido como candidato ao Senado Federal pela chapa de Raquel Lyra. | Carlos Andrade Lima é escolhido como candidato ao Senado Federal pela chapa de Miguel Coelho. Guilherme Coelho é escolhido como candidato ao Senado Federal pela chapa de Raquel Lyra. | Carlos Andrade Lima é escolhido como candidato ao Senado Federal pela chapa de Miguel Coelho. Guilherme Coelho é escolhido como candidato ao Senado Federal pela chapa de Raquel Lyra. | Carlos Andrade Lima é escolhido como candidato ao Senado Federal pela chapa de Miguel Coelho. Guilherme Coelho é escolhido como candidato ao Senado Federal pela chapa de Raquel Lyra. | Carlos Andrade Lima é escolhido como candidato ao Senado Federal pela chapa de Miguel Coelho. Guilherme Coelho é escolhido como candidato ao Senado Federal pela chapa de Raquel Lyra. | Carlos Andrade Lima é escolhido como candidato ao Senado Federal pela chapa de Miguel Coelho. Guilherme Coelho é escolhido como candidato ao Senado Federal pela chapa de Raquel Lyra. | Carlos Andrade Lima é escolhido como candidato ao Senado Federal pela chapa de Miguel Coelho. Guilherme Coelho é escolhido como candidato ao Senado Federal pela chapa de Raquel Lyra. | Carlos Andrade Lima é escolhido como candidato ao Senado Federal pela chapa de Miguel Coelho. Guilherme Coelho é escolhido como candidato ao Senado Federal pela chapa de Raquel Lyra. | Carlos Andrade Lima é escolhido como candidato ao Senado Federal pela chapa de Miguel Coelho. Guilherme Coelho é escolhido como candidato ao Senado Federal pela chapa de Raquel Lyra. |
| Institutos de opinião            | Datas de realização                | Entrevistados | Armando PSDB | Leitão PT | Gilson PL | André PSD | Arraes SD | Eugênia PSOL | Lyra PSDB | Coelho Filho UNIÃO | Outros | Abstenções/ Indecisos | Vantagem |
| Institutos de opinião            | Datas de realização                | Entrevistados | | | | | | | | | Outros | Abstenções/ Indecisos | Vantagem |
| Paraná Pesquisas                 | 4–8 de julho de 2022               | 1.510 | 18,5% | 6,4% | 8,2% | 9,8% | – | 0,5% | – | – | 19,8% | 36,8% | 1,3% |
| Paraná Pesquisas                 | 4–8 de julho de 2022               | 1.510 | – | 8,4% | 8,9% | 12,1% | – | 0,8% | – | – | 26% | 43,7% | 13,9% |
| Paraná Pesquisas                 | 4–8 de julho de 2022               | 1.510 | 16,8% | 7,7% | 14,4% | 27,9% | – | 0,8% | – | – | 13,7% | 18,7% | 11,1% |
| Instituto Potencial Inteligência | 24–28 de junho de 2022             | 1.202 | 18,1% | 15,8% | 10,2% | 5,2% | – | 1% | – | – | – | 49,7% | 2,3% |
| Real Time Big Data               | 24–25 de junho de 2022             | 1.500 | 21% | 10% | 8% | 6% | – | 1% | – | – | 23% | 31% | 2% |
| EXAME/IDEIA                      | 3–8 de junho de 2022               | 1.000 | 4% | 7% | 7% | 8% | 2% | 2% | 2% | 1% | 7% | 60% | 1% |
| EXAME/IDEIA                      | 3–8 de junho de 2022               | 1.000 | 2% | 1% | 3% | 3% | 13% | 1% | 7% | 1% | 7,4% | 65% | 5,6% |
| Paraná Pesquisas                 | 10–14 de maio de 2022              | 1.510 | – | 9,8% | 8,3% | 14% | – | 1,1% | 32,8% | – | – | 33,9% | 18,8% |
| Instituto Opinião                | 30 de abril–2 de maio de 2022      | 2.000 | – | 8,9% | 5,8% | 10,9% | – | – | – | – | 15,7% | 58,7% | 4,8% |
| Conectar                         | 21–24 de abril de 2022             | 1.000 | – | – | 7% | 10% | 44% | 2% | – | – | – | 37% | 34% |
| Conectar                         | 21–24 de abril de 2022             | 1.000 | – | – | 7% | 13% | – | 2% | 29% | – | – | 50% | 16% |
| Conectar                         | 21–24 de abril de 2022             | 1.000 | – | – | 8% | 17% | – | 3% | – | 15% | – | 57% | 2% |
| Conectar                         | 21–24 de abril de 2022             | 1.000 | – | – | 8% | – | 45% | 2% | – | – | 6% | 40% | 37% |
| Conectar                         | 21–24 de abril de 2022             | 1.000 | – | – | 10% | – | – | 2% | 29% | – | 10% | 50% | 19% |
| Conectar                         | 21–24 de abril de 2022             | 1.000 | – | – | 11% | – | – | 3% | – | 18% | 13% | 55% | 5% |
| Conectar                         | 21–24 de abril de 2022             | 1.000 | – | – | 9% | – | 44% | 2% | – | – | 4% | 40% | 35% |
| Conectar                         | 21–24 de abril de 2022             | 1.000 | – | – | 11% | – | – | 3% | 30% | – | 4% | 52% | 19% |
| Conectar                         | 21–24 de abril de 2022             | 1.000 | – | – | 12% | – | – | 5% | – | 20% | 5% | 58% | 8% |
| 25 de março de 2022              | 25 de março de 2022                | Marília Arraes deixa o Partido dos Trabalhadores e se filia ao Solidariedade para disputar a eleição para o governo de Pernambuco.                                                     | Marília Arraes deixa o Partido dos Trabalhadores e se filia ao Solidariedade para disputar a eleição para o governo de Pernambuco.                                                     | Marília Arraes deixa o Partido dos Trabalhadores e se filia ao Solidariedade para disputar a eleição para o governo de Pernambuco.                                                     | Marília Arraes deixa o Partido dos Trabalhadores e se filia ao Solidariedade para disputar a eleição para o governo de Pernambuco.                                                     | Marília Arraes deixa o Partido dos Trabalhadores e se filia ao Solidariedade para disputar a eleição para o governo de Pernambuco.                                                     | Marília Arraes deixa o Partido dos Trabalhadores e se filia ao Solidariedade para disputar a eleição para o governo de Pernambuco.                                                     | Marília Arraes deixa o Partido dos Trabalhadores e se filia ao Solidariedade para disputar a eleição para o governo de Pernambuco.                                                     | Marília Arraes deixa o Partido dos Trabalhadores e se filia ao Solidariedade para disputar a eleição para o governo de Pernambuco.                                                     | Marília Arraes deixa o Partido dos Trabalhadores e se filia ao Solidariedade para disputar a eleição para o governo de Pernambuco.                                                     | Marília Arraes deixa o Partido dos Trabalhadores e se filia ao Solidariedade para disputar a eleição para o governo de Pernambuco.                                                     | Marília Arraes deixa o Partido dos Trabalhadores e se filia ao Solidariedade para disputar a eleição para o governo de Pernambuco.                                                     | Marília Arraes deixa o Partido dos Trabalhadores e se filia ao Solidariedade para disputar a eleição para o governo de Pernambuco.                                                     |
| Institutos de opinião            | Datas de realização                | Entrevistados | Armando PSDB | Veras PSDB | Daniel Cidadania | André PSD | Arraes PT | Anderson PL | Gilson PSC | Luciana PCdoB | Outros | Abstenções/ Indecisos | Vantagem |
| Institutos de opinião            | Datas de realização                | Entrevistados | | | | | | | | | Outros | Abstenções/ Indecisos | Vantagem |
| Paraná Pesquisas                 | 19–24 de março de 2022             | 1.510 | – | 2,3% | – | 14% | 46,2% | – | 5,4% | – | 1,4% | 30,8% | 32,2% |
| Paraná Pesquisas                 | 19–24 de março de 2022             | 1.510 | – | 3% | – | 14,8% | – | – | 5,8% | – | 41,8% | 34,7% | 27% |
| Paraná Pesquisas                 | 19–24 de março de 2022             | 1.510 | – | – | – | 14,3% | 47% | – | 5,6% | – | 1,9% | 31,1% | 32,7% |
| Empetec/Diário                   | 26 de fevereiro–4 de março de 2022 | 2.019 | 13% | 1% | 4,1% | 2,7% | 25,8% | 5% | 0,6% | – | 5,4% | 42,4% | 12,8% |
| Instituto Simplex                | 22–25 de fevereiro de 2022         | 2.401 | 7,53% | – | 2,76% | 1,87% | 14,21% | 6,25% | 2,85% | 1,6% | 3,55% | 57,77% | 6,68% |
| Instituto Opinião                | 17–20 de fevereiro de 2022         | 2.000 | 21,2% | – | – | – | 26,1% | – | 3,9% | – | 3,3% | 45,5% | 4,9% |
| Instituto Opinião                | 17–20 de fevereiro de 2022         | 2.000 | 26,2% | – | – | – | – | – | 5% | – | 12% | 56,8% | 14,2% |
| Instituto Opinião                | 17–20 de fevereiro de 2022         | 2.000 | 26,9% | 4,1% | – | – | – | – | 4,8% | – | 5,4% | 58,8% | 21,5% |
| Instituto Opinião                | 17–20 de fevereiro de 2022         | 2.000 | 26,4% | – | – | 4,6% | – | – | 5,1% | – | 6,1% | 57,8% | 20,3% |
| Instituto Opinião                | 17–20 de fevereiro de 2022         | 2.000 | 26,5% | – | – | – | – | – | 5% | – | 13,2% | 55,3% | 13,3% |
| Instituto Opinião                | 17–20 de fevereiro de 2022         | 2.000 | 27,1% | – | – | – | – | – | 5,5% | – | 11,2% | 56,2% | 15,9% |
| Instituto Opinião                | 17–20 de fevereiro de 2022         | 2.000 | 22,6% | – | – | – | 23,1% | 4,8% | – | – | 5,2% | 44,3% | 0,5% |
| Instituto Opinião                | 17–20 de fevereiro de 2022         | 2.000 | 27,7% | 3,4% | – | – | – | 6,6% | – | – | 6,7% | 55,6% | 21% |
| Instituto Opinião                | 17–20 de fevereiro de 2022         | 2.000 | 27,1% | – | – | – | – | 6,8% | – | – | 11,7% | 54,4% | 15,4% |
| Instituto Opinião                | 17–20 de fevereiro de 2022         | 2.000 | 28,1% | – | – | 3,2% | – | 6,6% | – | – | 6,8% | 55,3% | 21,3% |
| Instituto Opinião                | 17–20 de fevereiro de 2022         | 2.000 | 27,6% | – | – | – | – | 6,7% | – | – | 11% | 54,7% | 16,6% |
| Instituto Opinião                | 17–20 de fevereiro de 2022         | 2.000 | 28% | – | – | – | – | 7% | – | – | 10,1% | 54,9% | 21% |
| Instituto Plural                 | 7–11 de agosto de 2021             | 1.000 | – | – | – | 5% | 44% | 10% | – | – | 7% | 34% | 34% |

## Resultados

### Governador
Marília Arraes venceu o primeiro turno com 1 175 651 votos (23,97%) e Raquel Lyra ficou em segundo lugar com 1 009 556 (20,58%), tendo uma diferença 166 095 votos. O resultado confirmou o que diziam as pesquisas, porém com percentual e a distância de Marília para o segundo colocado bem menores. As duas disputaram o segundo turno, que foi vencido por Raquel.
| Candidato(a)             | Vice                        | Primeiro turno 2 de outubro de 2022 | Primeiro turno 2 de outubro de 2022 | Segundo turno 30 de outubro de 2022 | Segundo turno 30 de outubro de 2022 |
| Candidato(a)             | Vice                        | Total                               | Percentagem                         | Total                               | Percentagem                         |
| ------------------------ | --------------------------- | ----------------------------------- | ----------------------------------- | ----------------------------------- | ----------------------------------- |
| Raquel Lyra (PSDB)       | Priscila Krause (Cidadania) | 1.009.556                           | 20,58%                              | 3.113.415                           | 58,70%                              |
| Marília Arraes (SD)      | Sebastião Oliveira (Avante) | 1.175.651                           | 23,97%                              | 2.190.264                           | 41,30%                              |
| Anderson Ferreira (PL)   | Izabel Urquiza (PL)         | 890.220                             | 18,15%                              | Não participaram                    | Não participaram                    |
| Danilo Cabral (PSB)      | Luciana Santos (PCdoB)      | 885.994                             | 18,06%                              | Não participaram                    | Não participaram                    |
| Miguel Coelho (UNIÃO)    | Alessandra Vieira (UNIÃO)   | 884.941                             | 18,04%                              | Não participaram                    | Não participaram                    |
| Jones Manoel (PCB)       | Raline Almeida (PCB)        | 33.931                              | 0,69%                               | Não participaram                    | Não participaram                    |
| João Arnaldo (PSOL)      | Alice Gabino (REDE)         | 12.558                              | 0,26%                               | Não participaram                    | Não participaram                    |
| Pastor Wellington (PTB)  | Carol Tosaka (PTB)          | 8.020                               | 0,16%                               | Não participaram                    | Não participaram                    |
| Jadilson Bombeiro (PMB)  | Fernanda Souto Maior (PMB)  | 2.435                               | 0,05%                               | Não participaram                    | Não participaram                    |
| Claudia Ribeiro (PSTU)   | Professor Mariano (PSTU)    | 1.745                               | 0,04%                               | Não participaram                    | Não participaram                    |
| → Total de votos válidos | → Total de votos válidos    | 4.905.051                           | 85,57%                              | 5.303.679                           | 91,52%                              |
| → Votos em branco        | → Votos em branco           | 283.316                             | 4,94%                               | 113.730                             | 1,96%                               |
| → Votos nulos            | → Votos nulos               | 543.922                             | 9,49%                               | 377.950                             | 6,52%                               |
| → Votos anulados         | → Votos anulados            | 0                                   | 0%                                  | 0                                   | 0%                                  |
| Total                    | Total                       | 5.732.289                           | 81,79%                              | 5.795.359                           | 82,68%                              |
| Abstenções               | Abstenções                  | 1.276.506                           | 18,21%                              | 1.213.753                           | 17,32%                              |
| Eleitorado apto          | Eleitorado apto             | 7.008.795                           | 7.008.795                           | 7.009.112                           | 7.009.112                           |

| Partido | Partido | Candidato  | Votos     | Votos (%) |
| ------- | ------- | ---------- | --------- | --------- |
|         | SD      | Arraes     | 1 175 651 | 23,97%    |
|         | PSDB    | Lyra       | 1 009 556 | 20,58%    |
|         | PL      | Anderson   | 890 220   | 18,15%    |
|         | PSB     | Cabral     | 885 994   | 18,06%    |
|         | UNIÃO   | Coelho     | 884 941   | 18,04%    |
|         | PCB     | Jones      | 33 931    | 0,69%     |
|         | PSOL    | Arnaldo    | 12 558    | 0,26%     |
|         | PTB     | Wellington | 8 020     | 0,16%     |
|         | PMB     | Jadilson   | 2 435     | 0,05%     |
|         | PSTU    | Claudia    | 1 745     | 0,04%     |
| Totais  | Totais  | Totais     | 4 905 051 |           |

| Partido | Partido | Candidato | Votos     | Votos (%) |
| ------- | ------- | --------- | --------- | --------- |
|         | PSDB    | Lyra      | 3 113 415 | 58,7%     |
|         | SD      | Arraes    | 2 190 264 | 41,3%     |
| Totais  | Totais  | Totais    | 5 303 679 |           |

### Senador
| Candidato(a)                | Turno único 2 de outubro de 2022 | Turno único 2 de outubro de 2022 |
| Candidato(a)                | Total                            | Percentagem                      |
| --------------------------- | -------------------------------- | -------------------------------- |
| Teresa Leitão (PT)          | 2.061.276                        | 46,62%                           |
| Gilson Machado Neto (PL)    | 1.320.555                        | 29,55%                           |
| André de Paula (PSD)        | 567.357                          | 12,69%                           |
| Carlos Andrade Lima (UNIÃO) | 258.289                          | 5,78%                            |
| Guilherme Coelho (PSDB)     | 187.364                          | 4,19%                            |
| Eugênia Lima (PSOL)         | 45.358                           | 1,01%                            |
| Esteves Jacinto (PRTB)      | 15.701                           | 0,35%                            |
| Dayse Medeiros (PSTU)       | 12.844                           | 0,29%                            |
| Roberta Rita (PCO)          | 666                              | 0,01%                            |
| → Total de votos válidos    | 4.468.754                        | 77,97%                           |
| → Votos em branco           | 557.609                          | 9,73%                            |
| → Votos nulos               | 705.260                          | 12,30%                           |
| → Votos anulados            | 666                              | 0,01%                            |
| Total                       | 5.732.289                        | 81,79%                           |
| Abstenções                  | 1.276.506                        | 18,21%                           |
| Eleitorado apto             | 7.008.795                        | 7.008.795                        |

| Partido | Partido | Candidato | Votos     | Votos (%) |
| ------- | ------- | --------- | --------- | --------- |
|         | PT      | Teresa    | 2 061 276 | 46,12%    |
|         | PL      | Gilson    | 1 320 555 | 29,55%    |
|         | PSD     | André     | 567 357   | 12,69%    |
|         | UNIÃO   | Carlos    | 258 289   | 5,78%     |
|         | PSDB    | Guilherme | 187 364   | 4,19%     |
|         | PSOL    | Eugênia   | 45 358    | 1,01%     |
|         | PRTB    | Esteves   | 15 701    | 0,35%     |
|         | PSTU    | Dayse     | 12 844    | 0,29%     |
|         | PCO     | Roberta   | 666       | 0,01%     |
| Totais  | Totais  | Totais    | 4 469 410 |           |

## Deputados federais eleitos
São relacionados os candidatos eleitos com informações complementares da Câmara dos Deputados.Ressalte-se que os votos em branco eram considerados válidos para fins de cálculo do quociente eleitoral nas disputas proporcionais até 1997, quando isso foi retirado da legislação brasileira.

Representação eleita - PE
  PSB: 5
  PL: 4
  PP: 4
  UNIÃO: 3
  Republicanos: 2
  Avante: 1
  MDB: 1
  PCdoB: 1
  PT: 1
  PV: 1
  REDE: 1
  SD: 1

| Nome                             | Partido      | Votação | Percentual | Cidade onde nasceu     | Unidade federativa |
| André Ferreira                   | PL           | 273.267 | 5,48%      | Recife                 | Pernambuco         |
| Clarissa Tércio                  | PP           | 240.511 | 4,82%      | Recife                 | Pernambuco         |
| Pedro Henrique Campos            | PSB          | 172.526 | 3,46%      | Recife                 | Pernambuco         |
| Sílvio Costa Filho               | Republicanos | 162.056 | 3,25%      | Recife                 | Pernambuco         |
| Fernando Coelho Filho            | UNIÃO        | 155.305 | 3,11%      | Recife                 | Pernambuco         |
| Waldemar Oliveira                | AVANTE       | 141.386 | 2,83%      | Recife                 | Pernambuco         |
| Tulio Gadelha                    | REDE         | 134.391 | 2,69%      | Recife                 | Pernambuco         |
| Carlos Veras                     | PT           | 127.482 | 2,56%      | Tabira                 | Pernambuco         |
| Eduardo da Fonte                 | PP           | 124.850 | 2,50%      | Recife                 | Pernambuco         |
| Clodoaldo Magalhães              | PV           | 110.620 | 2,22%      | Palmares               | Pernambuco         |
| Maria Arraes                     | SD           | 104.571 | 2,10%      | Recife                 | Pernambuco         |
| Iza Arruda                       | MDB          | 103.950 | 2,08%      | Vitória de Santo Antão | Pernambuco         |
| Augusto Coutinho                 | Republicanos | 101.142 | 2,03%      | Recife                 | Pernambuco         |
| Eurico da Silva                  | PL           | 100.811 | 2,02%      | Presidente Prudente    | São Paulo          |
| Fernando Monteiro de Albuquerque | PP           | 99.751  | 2%         | Recife                 | Pernambuco         |
| Eriberto Medeiros                | PSB          | 99.226  | 1,99%      | Recife                 | Pernambuco         |
| Luiz Eduardo da Fonte            | PP           | 94.122  | 1,89%      | Recife                 | Pernambuco         |
| Lucas Ramos                      | PSB          | 85.571  | 1,72%      | Recife                 | Pernambuco         |
| Guilherme Uchoa Júnior           | PSB          | 84.592  | 1,70%      | Paulista               | Pernambuco         |
| Coronel Meira                    | PL           | 78.941  | 1,58%      | Recife                 | Pernambuco         |
| Felipe Carreras                  | PSB          | 76.528  | 1,53%      | Recife                 | Pernambuco         |
| José Mendonça Filho              | UNIÃO        | 76.022  | 1,52%      | Recife                 | Pernambuco         |
| Luciano Bivar                    | UNIÃO        | 74.425  | 1,49%      | Recife                 | Pernambuco         |
| Fernando Rodolfo                 | PL           | 60.088  | 1,20%      | Garanhuns              | Pernambuco         |
| Renildo Calheiros                | PCdoB        | 59.686  | 1,20%      | Murici                 | Alagoas            |

## Deputados estaduais eleitos
Estavam em jogo as 49 cadeiras da Assembleia Legislativa de Pernambuco.
- Nota: Em itálico, os deputados eleitos por média.

| Deputados estaduais eleitos | Partido      | Votação | Percentual | Cidade onde nasceu  | Unidade federativa |
| Júnior Tércio               | PP           | 183.735 | 3,67%      |                     | Pernambuco         |
| Alberto Feitosa             | PL           | 146.847 | 2,93%      | Recife              | Pernambuco         |
| Delegada Gleide Ângelo      | PSB          | 118.869 | 2,37%      | Recife              | Pernambuco         |
| Antônio Coelho              | UNIÃO        | 91.698  | 1,83%      | Recife              | Pernambuco         |
| Rodrigo Novaes              | PSB          | 85.107  | 1,70%      | Recife              | Pernambuco         |
| Eriberto Filho              | PSB          | 78.980  | 1,58%      |                     | Pernambuco         |
| João Paulo                  | PT           | 74.441  | 1,48%      | Olinda              | Pernambuco         |
| Gilmar Junior               | PV           | 68.359  | 1,36%      |                     | Pernambuco         |
| Chaparral                   | UNIÃO        | 66.842  | 1,33%      |                     | Pernambuco         |
| Francismar                  | PSB          | 66.621  | 1,33%      | Chapadinha          | Maranhão           |
| Gustavo Gouveia             | SD           | 66.110  | 1,32%      | Recife              | Pernambuco         |
| Doriel                      | PT           | 65.838  | 1,31%      | Águas Belas         | Pernambuco         |
| Aglailson Victor            | PSB          | 64.714  | 1,29%      | Recife              | Pernambuco         |
| Romero Sales Filho          | UNIÃO        | 64.366  | 1,28%      | Recife              | Pernambuco         |
| Luciano Duque               | SD           | 61.411  | 1,22%      |                     | Pernambuco         |
| Dannilo Godoy               | PSB          | 56.366  | 1,12%      |                     | Pernambuco         |
| William Brígido             | Republicanos | 55.358  | 1,10%      | Rio de Janeiro      | Rio de Janeiro     |
| Antônio Morais              | PP           | 54.756  | 1,09%      | Macaparana          | Pernambuco         |
| Claudiano Filho             | PP           | 53.024  | 1,06%      | Águas Belas         | Pernambuco         |
| Simone Santana              | PSB          | 53.001  | 1,06%      | São Raimundo Nonato | Piauí              |
| France Hacker               | PSB          | 52.009  | 1,04%      |                     | Pernambuco         |
| Adalto dos Santos           | PP           | 51.371  | 1,02%      | Caruaru             | Pernambuco         |
| Jeferson Timóteo            | PP           | 51.324  | 1,02%      |                     | Pernambuco         |
| Debora Almeida              | PSDB         | 51.282  | 1,02%      |                     | Pernambuco         |
| Pastor Cleiton Collins      | PP           | 50.510  | 1,01%      | Petrolina           | Pernambuco         |
| Fabrizio Ferraz             | SD           | 48.794  | 0,97%      | Floresta            | Pernambuco         |
| Mario Ricardo               | Republicanos | 48.699  | 0,97%      |                     | Pernambuco         |
| Joaquim Lira                | PV           | 48.293  | 0,93%      | Recife              | Pernambuco         |
| Romero                      | UNIÃO        | 46.345  | 0,92%      | Recife              | Pernambuco         |
| Renato Antunes              | PL           | 46.226  | 0,92%      |                     | Pernambuco         |
| Álvaro Porto                | PSDB         | 46.026  | 0,92%      | Canhotinho          | Pernambuco         |
| Kaio Maniçoba               | PP           | 45.791  | 0,91%      | Floresta            | Pernambuco         |
| Jarbas Filho                | PSB          | 45.331  | 0,90%      |                     | Pernambuco         |
| Rodrigo Farias              | PSB          | 45.220  | 0,90%      |                     | Pernambuco         |
| Waldemar Borges             | PSB          | 44.857  | 0,89%      | Recife              | Pernambuco         |
| Henrique Queiroz Filho      | PP           | 43.822  | 0,87%      | Recife              | Pernambuco         |
| José Patriota               | PSB          | 43.586  | 0,87%      |                     | Pernambuco         |
| Abimael Santos              | PL           | 43.530  | 0,87%      |                     | Pernambuco         |
| Sileno Guedes               | PSB          | 43.195  | 0,86%      |                     | Pernambuco         |
| Diogo Moraes                | PSB          | 43.117  | 0,86%      | Caruaru             | Pernambuco         |
| Rosa Amorim                 | PT           | 42.632  | 0,85%      |                     | Pernambuco         |
| João Paulo Costa            | PCdoB        | 42.474  | 0,85%      | Recife              | Pernambuco         |
| Dani Portela                | PSOL         | 38.215  | 0,76%      |                     | Pernambuco         |
| Joel da Harpa               | PL           | 35.938  | 0,72%      | Recife              | Pernambuco         |
| Socorro Pimentel            | UNIÃO        | 35.515  | 0,71%      |                     | Pernambuco         |
| João de Nadegi              | PV           | 29.019  | 0,58%      |                     | Pernambuco         |
| Joãozinho Tenório           | PATRI        | 28.048  | 0,56%      |                     | Pernambuco         |
| Izaias Regis                | PSDB         | 27.104  | 0,54%      |                     | Pernambuco         |
| Nino de Enoque              | PL           | 24.851  | 0,50%      |                     | Pernambuco         |

### Assembleia Legislativa
A comparação entre o resultado das eleições estaduais de 2018 e a situação da bancada da Assembleia Legislativa de Pernambuco de acordo com o resultado das eleições de 2022 está abaixo:
|                     |                     |                 |                 |         |  |  |  |  |  |  |
| Filiação Partidária | Filiação Partidária | Membros         | Membros         | +/–     |  |  |  |  |  |  |
| Filiação Partidária | Filiação Partidária | Eleitos em 2018 | Eleitos em 2022 | +/–     |  |  |  |  |  |  |
|                     | PSB                 | 11              | 14              | 3       |  |  |  |  |  |  |
|                     | PP                  | 10              | 8               | 2       |  |  |  |  |  |  |
|                     | PL                  | 2               | 5               | 3       |  |  |  |  |  |  |
|                     | UNIÃO               | Novo            | 5               | 5       |  |  |  |  |  |  |
|                     | PT                  | 3               | 3               | Estável |  |  |  |  |  |  |
|                     | Solidariedade       | 1               | 3               | 2       |  |  |  |  |  |  |
|                     | PSDB                | 1               | 3               | 2       |  |  |  |  |  |  |
|                     | PV\|                | 0               | 3               | 3       |  |  |  |  |  |  |
|                     | Republicanos        | 1               | 2               | 1       |  |  |  |  |  |  |
|                     | PCdoB               | 1               | 1               | Estável |  |  |  |  |  |  |
|                     | PSOL                | 1               | 1               | Estável |  |  |  |  |  |  |
|                     | Avante              | 1               | 0               | 1       |  |  |  |  |  |  |
|                     | PDT                 | 1               | 0               | 1       |  |  |  |  |  |  |
|                     | PRTB                | 1               | 0               | 1       |  |  |  |  |  |  |
|                     | MDB                 | 1               | 0               | 1       |  |  |  |  |  |  |
|                     | PHS                 | 1               | 0               | 1       |  |  |  |  |  |  |
|                     | PTB                 | 2               | 0               | 2       |  |  |  |  |  |  |
|                     | DEM                 | 3               | 0               | 3       |  |  |  |  |  |  |
|                     | PSD                 | 3               | 0               | 3       |  |  |  |  |  |  |
|                     | PSC                 | 5               | 0               | 5       |  |  |  |  |  |  |
| Total               | Total               | 49              | 49              | –       |  |  |  |  |  |  |